# Primeira Divisão 1956-57
La Primeira Divisão 1956/57 fue la 23.ª edición de la máxima categoría de fútbol en Portugal. Benfica ganó su noveno título.

## Tabla de posiciones
| Pos. | Equipo                   | Pts. | PJ | G  | E | P  | GF | GC | Dif. | Clasificación                                |
| ---- | ------------------------ | ---- | -- | -- | - | -- | -- | -- | ---- | -------------------------------------------- |
| 1    | Benfica (C)              | 41   | 26 | 17 | 7 | 2  | 75 | 25 | +50  | Clasificado a la Copa de Campeones de Europa |
| 2    | Porto                    | 40   | 26 | 18 | 4 | 4  | 86 | 23 | +63  |                                              |
| 3    | Belenenses               | 33   | 26 | 13 | 7 | 6  | 74 | 50 | +24  |                                              |
| 4    | Sporting de Portugal     | 31   | 26 | 12 | 7 | 7  | 62 | 28 | +34  |                                              |
| 5    | Lusitano                 | 30   | 26 | 13 | 4 | 9  | 57 | 51 | +6   |                                              |
| 6    | Académica de Coimbra     | 28   | 26 | 12 | 4 | 10 | 45 | 33 | +12  |                                              |
| 7    | Torreense                | 24   | 26 | 10 | 4 | 12 | 44 | 50 | −6   |                                              |
| 8    | Oriental                 | 23   | 26 | 8  | 7 | 11 | 27 | 44 | −17  |                                              |
| 9    | CUF Barreiro             | 21   | 26 | 9  | 3 | 14 | 35 | 69 | −34  |                                              |
| 10   | Vitória Setúbal          | 20   | 26 | 8  | 4 | 14 | 40 | 59 | −19  |                                              |
| 11   | Barreirense              | 20   | 26 | 8  | 4 | 14 | 39 | 62 | −23  |                                              |
| 12   | Caldas                   | 19   | 26 | 6  | 7 | 13 | 32 | 63 | −31  |                                              |
| 13   | Sporting da Covilhã (D)  | 18   | 26 | 7  | 4 | 15 | 33 | 62 | −29  | Descenso a Segunda Divisão                   |
| 14   | Atlético de Portugal (D) | 16   | 26 | 6  | 4 | 16 | 32 | 62 | −30  | Descenso a Segunda Divisão                   |

 Fuente: RSSSF
|                              |
| Campeón SL Benfica 9° título |

## Resultados
| Local \ Visitante    | ACA | ACP | BAR  | BEL | BEN | CAL | CUF | LUS | ORI | POR | SCP | SCO | TOR | VSE |
| -------------------- | --- | --- | ---- | --- | --- | --- | --- | --- | --- | --- | --- | --- | --- | --- |
| Académica de Coimbra | —   | 2–0 | 2–2  | 1–1 | 1–0 | 4–0 | 8–1 | 2–0 | 2–1 | 0–3 | 2–0 | 0–0 | 4–0 | 2–0 |
| Atlético de Portugal | 1–0 | —   | 2–2  | 2–4 | 0–5 | 2–2 | 4–1 | 3–7 | 0–1 | 1–3 | 1–3 | 3–1 | 2–1 | 3–0 |
| Barreirense          | 2–3 | 3–3 | —    | 2–1 | 2–4 | 4–3 | 3–1 | 1–0 | 0–1 | 1–1 | 2–1 | 3–2 | 3–0 | 1–2 |
| Belenenses           | 3–2 | 4–2 | 4–0  | —   | 2–2 | 5–0 | 5–1 | 5–0 | 5–1 | 4–3 | 2–2 | 2–0 | 6–2 | 5–1 |
| Benfica              | 2–0 | 4–0 | 10–1 | 2–2 | —   | 1–0 | 6–0 | 2–2 | 3–0 | 3–2 | 1–1 | 6–0 | 3–0 | 4–0 |
| Caldas               | 1–0 | 3–1 | 0–1  | 1–1 | 1–4 | —   | 2–1 | 2–2 | 4–2 | 1–1 | 1–7 | 3–2 | 3–1 | 3–5 |
| CUF Barreiro         | 2–1 | 1–0 | 2–1  | 3–2 | 2–3 | 1–0 | —   | 5–3 | 2–0 | 2–5 | 0–0 | 1–1 | 1–0 | 3–1 |
| Lusitano             | 3–1 | 5–0 | 3–2  | 5–2 | 1–2 | 2–0 | 3–1 | —   | 0–2 | 3–2 | 2–1 | 3–2 | 2–0 | 4–1 |
| Oriental             | 0–2 | 0–1 | 2–1  | 1–1 | 1–1 | 1–1 | 1–1 | 3–1 | —   | 0–3 | 1–0 | 2–0 | 1–1 | 2–1 |
| Porto                | 5–1 | 0–0 | 4–0  | 5–0 | 3–0 | 4–0 | 4–0 | 7–1 | 5–0 | —   | 2–0 | 8–1 | 2–0 | 4–1 |
| Sporting de Portugal | 1–3 | 3–0 | 3–0  | 2–2 | 1–0 | 6–0 | 8–0 | 1–1 | 3–1 | 2–1 | —   | 7–1 | 3–1 | 4–0 |
| Sporting da Covilhã  | 0–1 | 2–1 | 3–0  | 3–2 | 1–3 | 0–0 | 2–1 | 2–0 | 1–1 | 0–1 | 4–3 | —   | 2–4 | 2–0 |
| Torreense            | 2–1 | 1–0 | 3–2  | 6–2 | 1–1 | 4–0 | 2–1 | 1–3 | 4–1 | 1–1 | 0–0 | 5–0 | —   | 1–4 |
| Vitória Setúbal      | 3–1 | 4–0 | 2–0  | 1–2 | 2–3 | 1–1 | 4–1 | 1–1 | 1–1 | 1–7 | 0–0 | 2–1 | 2–3 | —   |